# 康涅狄格州议会大厦
康涅狄格州议会大厦（英語：Connecticut State Capitol）为康涅狄格州议会参众两院，以及州长办公室所在地，位于美国康涅狄格州首府哈特福德的议会大道以北，布什内尔公园以南。
1971年，康涅狄格州议会大厦被列为国家历史地标。

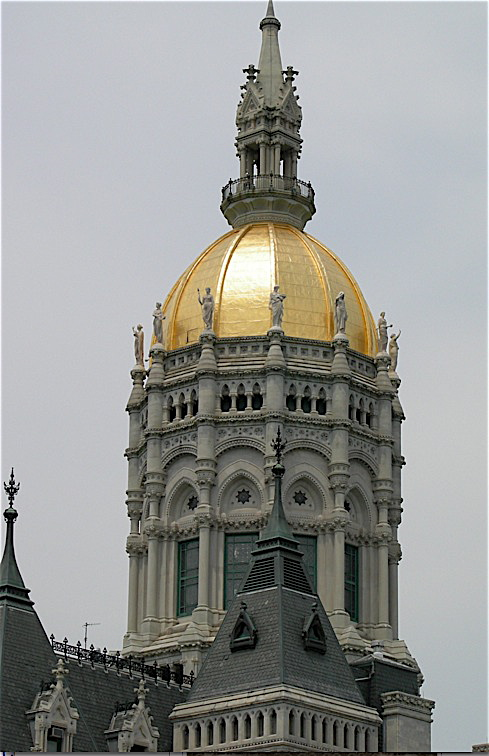
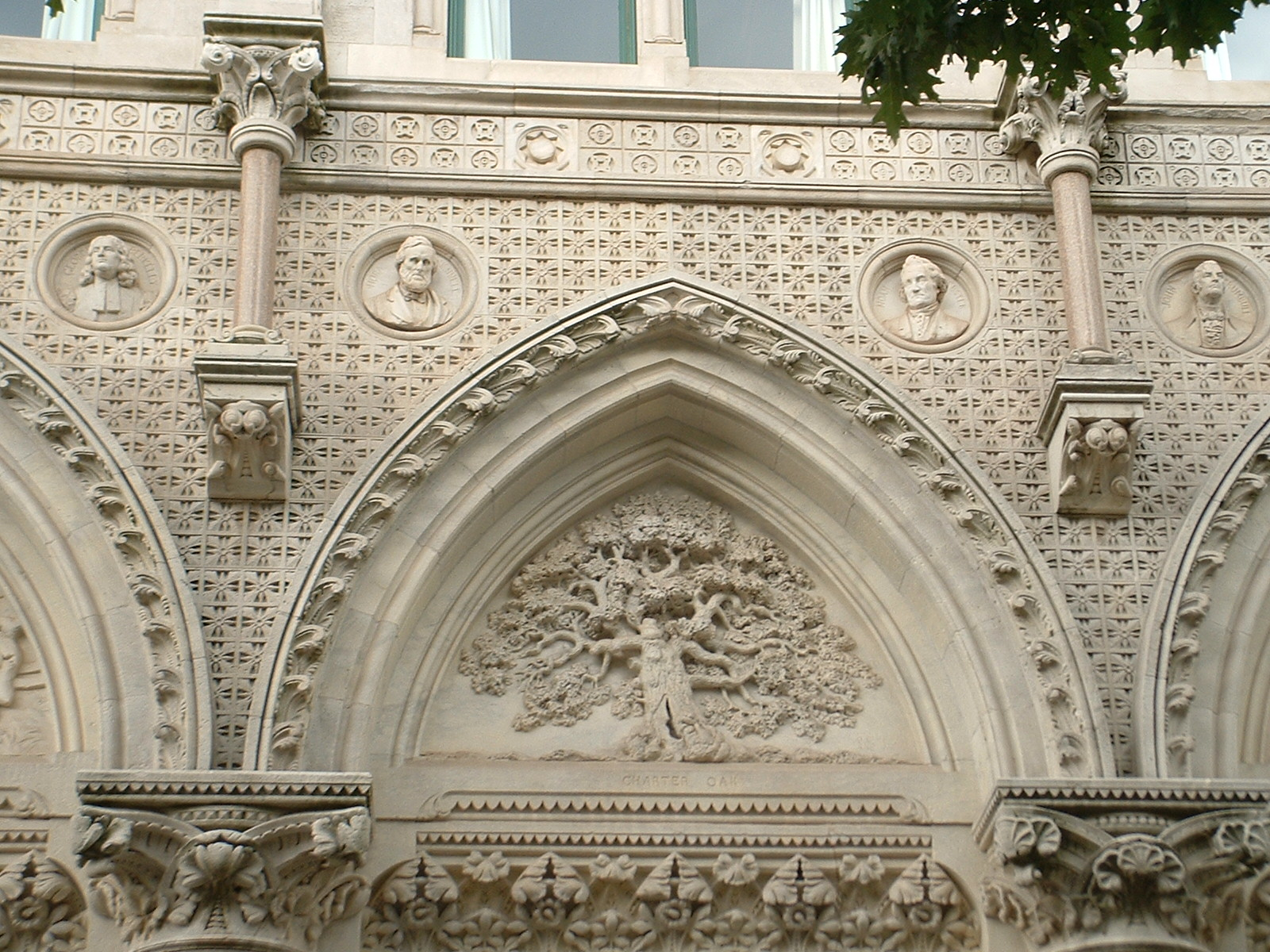
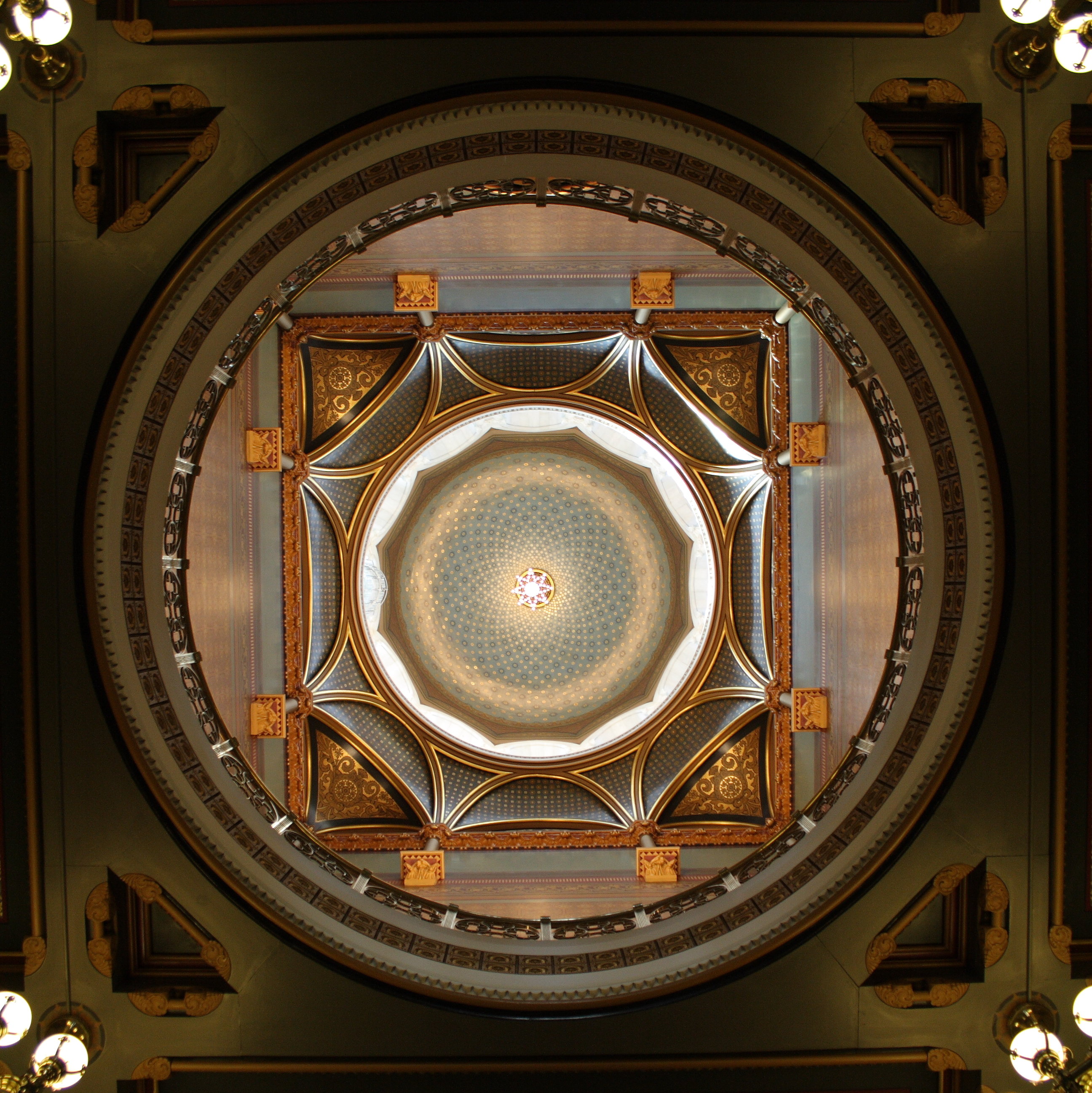
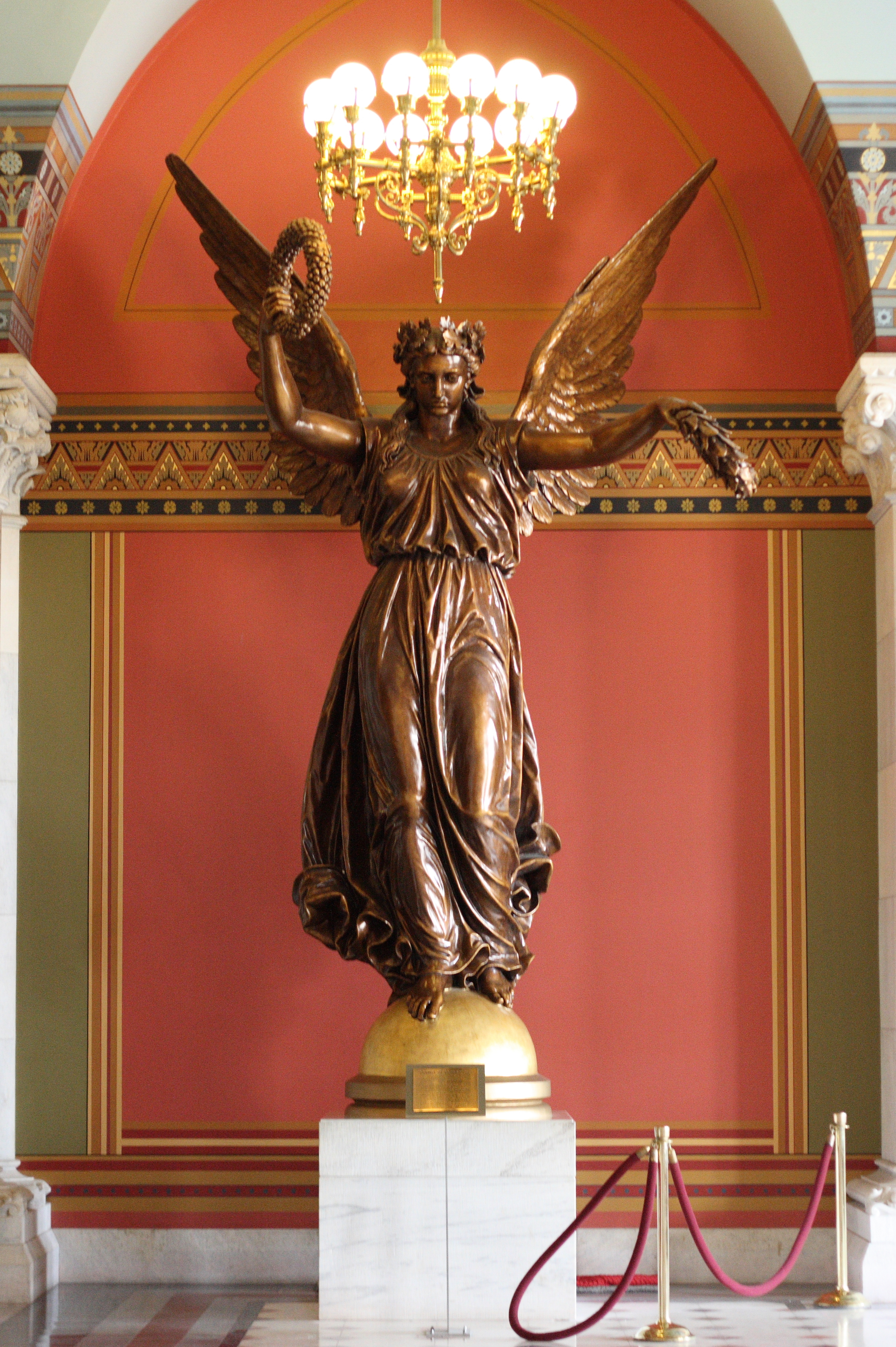
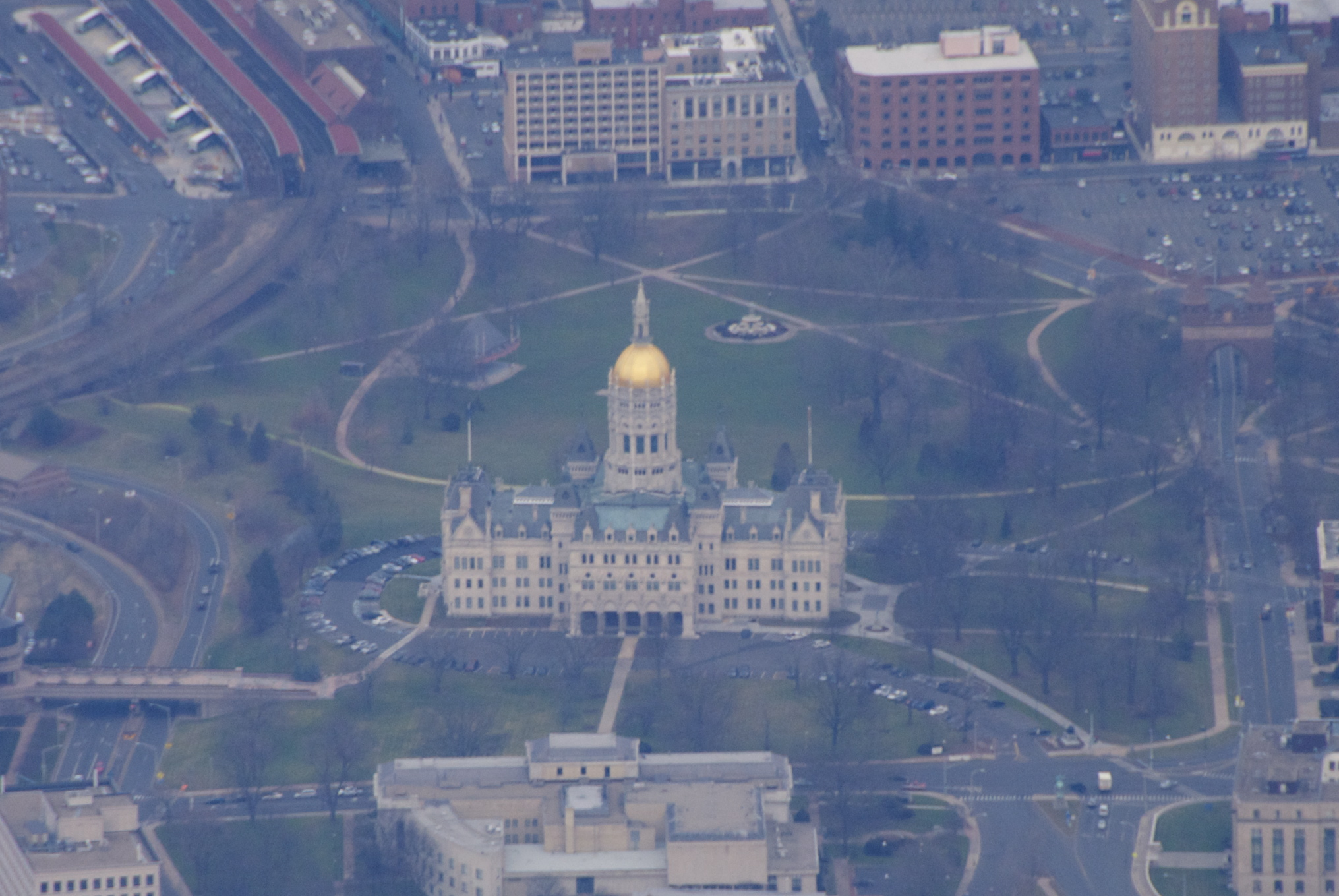

## 外部連結
- Connecticut State Capitol Tours （页面存档备份，存于）
- An article on the building of the Capitol
- (Video) Connecticut's State Capitol: Home to History （页面存档备份，存于）